# Kanokpon Cherkota
Kanokpon Cherkota (thailändisch กนกพล เชิดโกทา; * 1. August 2005 in Khon Kaen) ist ein thailändischer Fußballspieler.

## Karriere
Kanokpon Cherkota erlernte das Fußballspielen in der Jugend des FC The Wall. Im Januar 2024 unterschrieb er einen Vertrag beim Customs United FC. Der Verein aus Samut Prakan spielt in der zweiten Liga, der Thai League 2. Sein Zweitligadebüt gab Cherkota am 24. Februar 2024 (26. Spieltag) im Heimspiel gegen den Chiangmai FC. Bei dem 2:0-Erfolg wurde er in der 90.+2 Minute für Thanadol Kaosaart eingewechselt. In seiner ersten Saison bestritt er zwei Ligaspiele. Am Ende der Saison 2023/24 belegte er mit dem Klub den vorletzten Tabellenplatz und musste somit in die dritte Liga absteigen. Nach dem Abstieg wurde sein Vertrag in Samut Prakan nicht verlängert. Zu Beginn der Saison 2025 kehrte er zu seinem Jugendverein FC The Wall zurück. Mit dem Verein spielt er in der Western Region der viertklassigen Thailand Semi-Pro League.